# سورت (اسطوره)

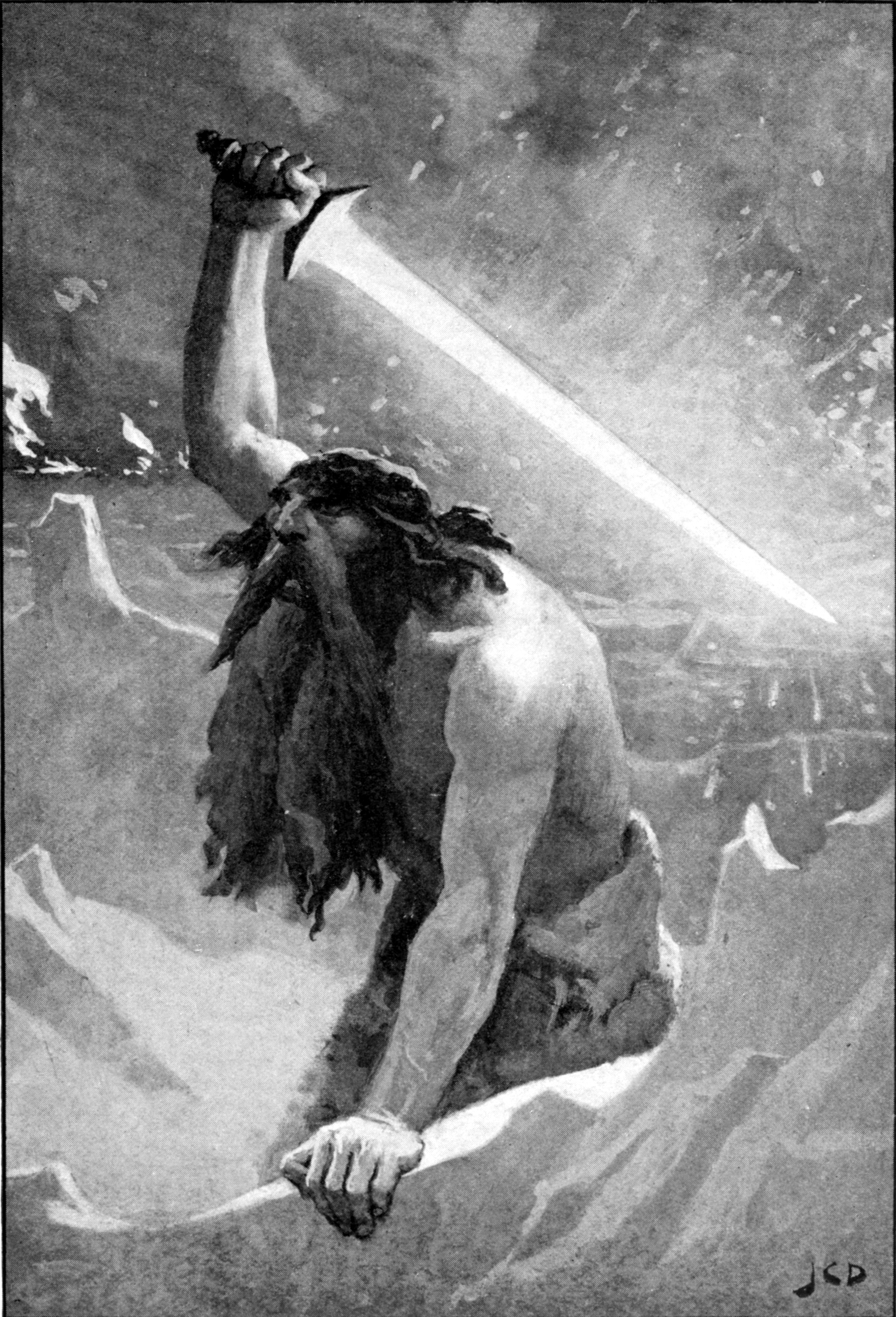
سورت با شمشیر آتشینش

سورت (به انگلیسی: Surtr) (به معنی سیاه یا سبزه) در اساطیر اسکاندیناوی، یک یوتون آتشی و فرمانروای سرزمین آتش موسپل‌هایم است که در نبرد نهایی راگناروک نقشی اساسی دارد و سرانجام تمام نه جهان را به آتش می‌کشد. او همیشه در این سرزمین با شمشیر بزرگ و درخشانش که از خورشید نیز نورانی‌تر بود، به صورت آماده باش ایستاده بود. بر طبق ادای منظوم و ادای منثور، وی در راگناروک رهبری غولان علیه آسیرها و ونیرها را بر عهده داشت. سرنوشت مختص او از پا در آوردن ایزد باروری فریر، و توسط او نیز کشته شدن بود. شعله‌های آتش سورت در نهایت هنگامی که زمین دهان باز کرده و به دریا فرو می‌رود، خاموش می‌شوند و او نیز کشته می‌شود.